# Euphorbia kamponii
Euphorbia kamponii är en törelväxtart som beskrevs av Werner Rauh och Petignat. Euphorbia kamponii ingår i släktet törlar, och familjen törelväxter. IUCN kategoriserar arten globalt som starkt hotad. Inga underarter finns listade i Catalogue of Life.

## Bildgalleri

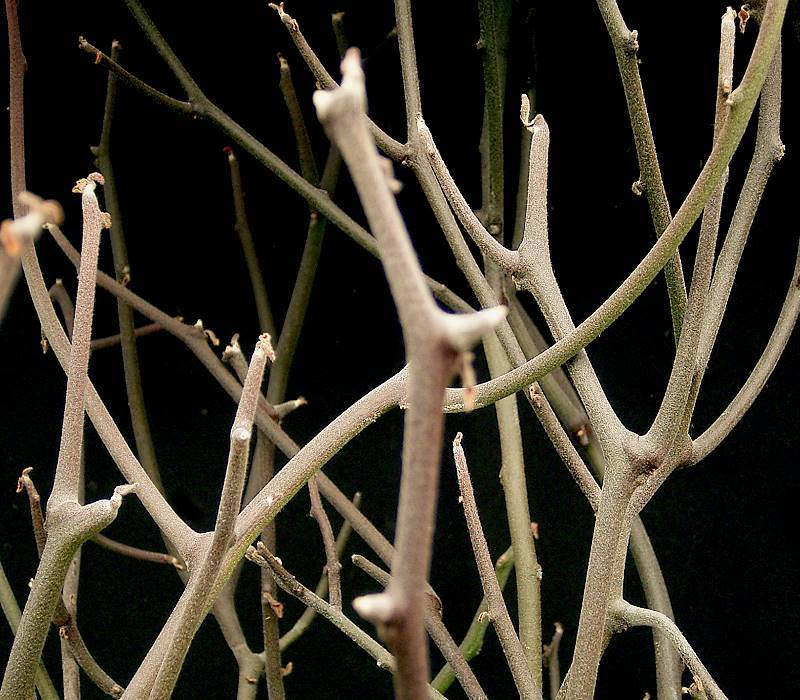
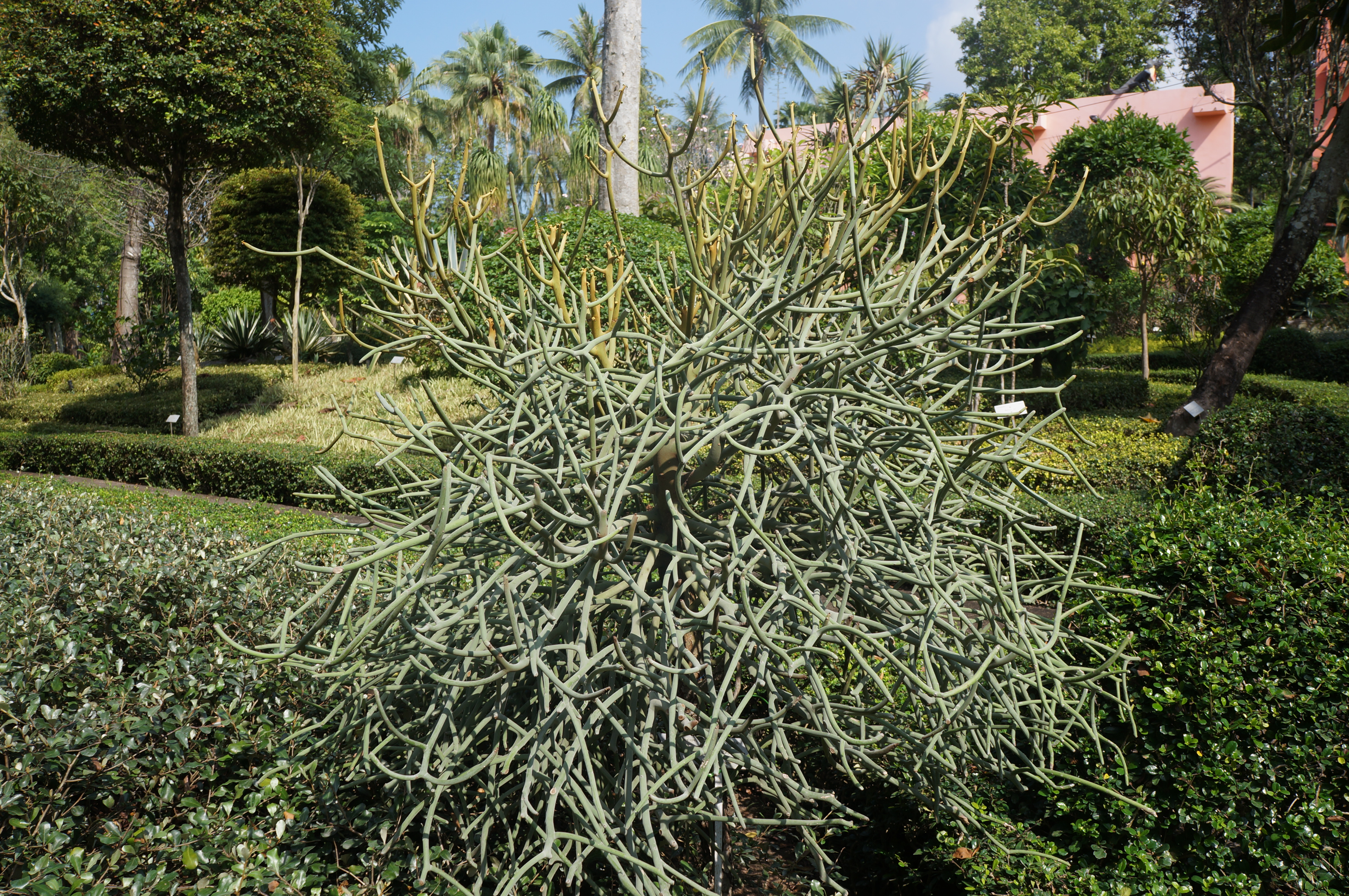
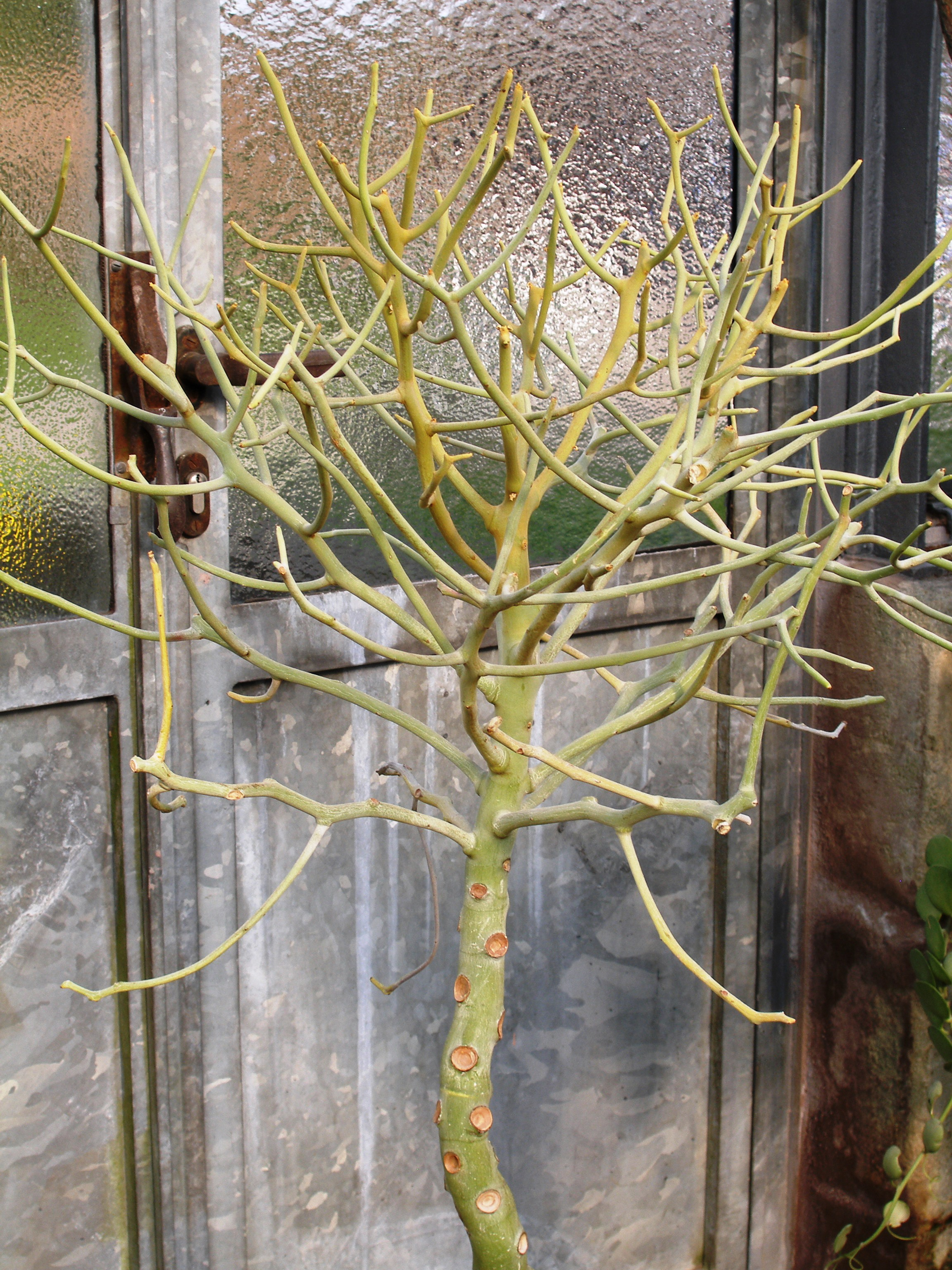